# Wojska Specjalistyczne Marynarki Wojennej
Wojska Specjalistyczne Marynarki Wojennej (malajski Pasukan Khas Laut, PASKAL) – główna jednostka sił specjalnych Królewskiej Malezyjskiej Marynarki Wojennej.

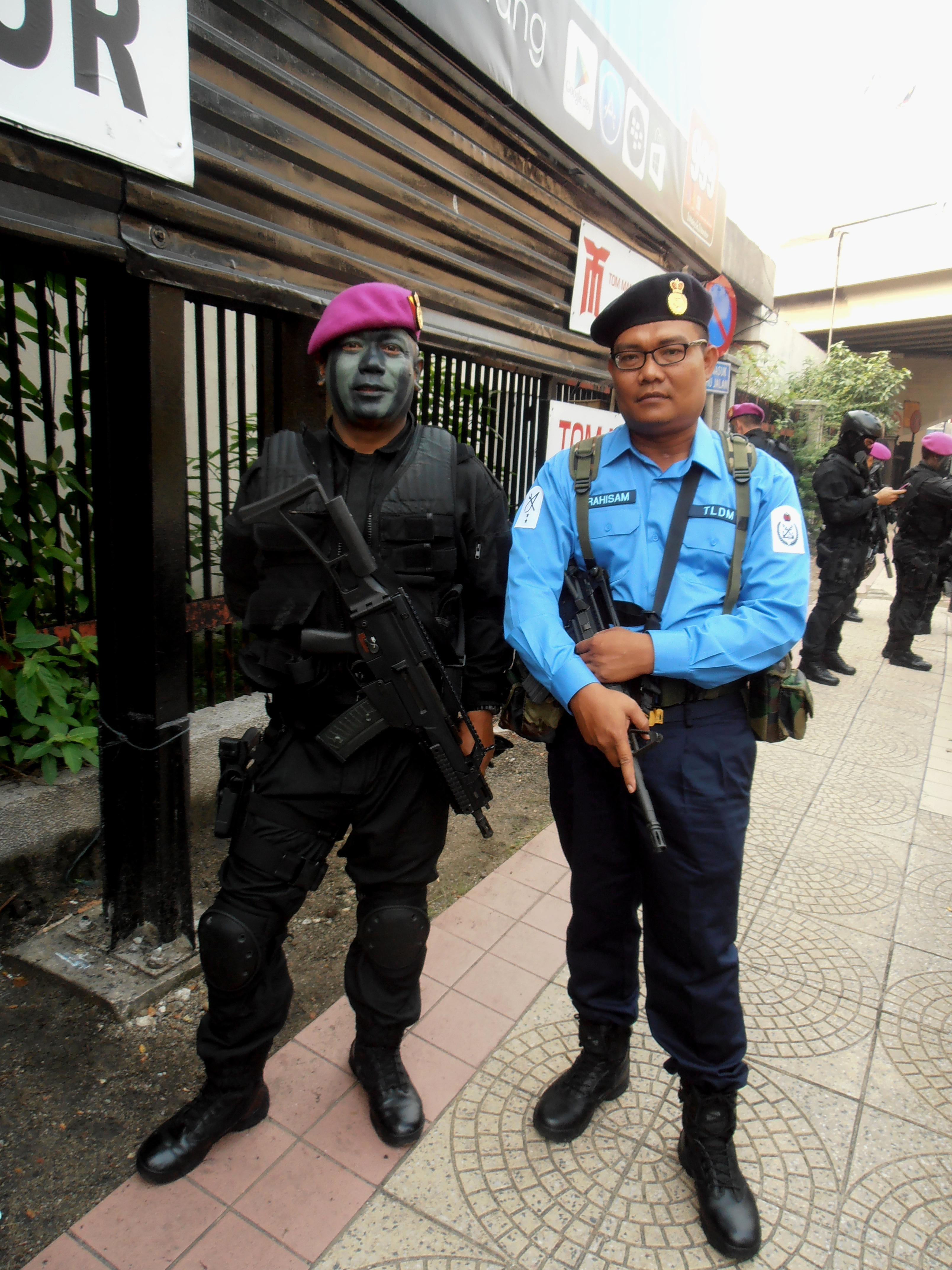
Komandos PASKAL w sprzęcie taktycznym z G36C i marynarzem królewskiej marynarki wojennej z karabinkiem M4 podczas Dnia Merdeki 2015 w Kuala Lumpur.